# Zlatni grah
Zlatni grah (lat. Vigna radiata) - biljna vrsta iz porodice mahunarki. 
Ova vrsta se nedavno preselila iz roda Phaseolus (grah) u rod Vigna, no svejedno se još naziva grahom. Podrijetlom je iz Indije. Uzgaja se i u južnoj, jugoistočnoj Aziji i Kini.
Biljka godišnje raste i do 120 cm visine. Ima veliko trilapo lišće. Cvijeće u cvatovima ima oblik leptira, žute ili ljubičaste boje. Plod je mahuna.

Sjemenke su jestive. Važan su i sastavni dio mnogih azijskih jela, zbog visokoga udjela proteina, a koriste se također i u vegetarijanskoj kuhinji. Mlade sjemenke su duljine 2-4 mm, u bojama od žute do tamno zelene. Jedu se kuhane ili sirove u obliku klica. 
Koristi se u tradicionalnoj kineskoj medicini u detoksifikaciji otrova iz tijela. Sadrži prirodne inhibitore proteaze. S visokim sadržajem vitamina B i C, kalija, magnezija, željeza, fosfora, bakra, vlakana i proteina, zlatni grah ima mogućnost pomoći jetri opterećenoj hepatitisom C, da izbaci toksine te je zbog toga vrijedan uloženog truda u njegovu pripremu.
- Vigna radiata
- Mahuna zlatnoga graha

## Vanjske poveznice
|  | Zajednički poslužitelj ima još gradiva o temi Vigna radiata |
|  | Wikivrste imaju podatke o taksonu Vigna radiata             |